# Bataille de Smithfield Crossing
Guerre de Sécession
Batailles
- Guard Hill
- Summit Point
- Smithfield Crossing
- Berryville
- 3e Winchester
- Fisher's Hill
- Tom's Brook
- Cedar Creek

La bataille de Smithfield Crossing est un petit combat lors de la guerre de Sécession qui s'est déroulé du 25 août au 29 août 1864, dans les comtés de Jefferson et Berkeley en Virginie-Occidentale.

## Bataille
Le 29 août, deux divisions d'infanterie confédérés sous les ordres du lieutenant général Jubal Early traversent l'Opequon Creek à Smithfield Crossing et repoussent la cavalerie de l'Union de Wesley Merritt. Cependant, une contre-attaque de la division d'infanterie de Ricketts stoppe la progression confédérée. Les résultats ne sont pas concluants.

## Préservation
La bataille, qui se classe dans le top 3% des plus de 16 000 rencontres armées enregistrées au cours de la guerre de Sécession. L'organisation de conservation de Middleway commémore le 150e anniversaire de la bataille de Smithfield Crossing en août 2014. Afin d'élargir les connaissances de la communauté et de l'intérêt dans cette bataille, le conservatoire accueille un événement d'histoire vivante et de reconstitution de la bataille.